# Amblyomma fimbriatum
Amblyomma fimbriatum är en fästingart som beskrevs av Koch 1844. Amblyomma fimbriatum ingår i släktet Amblyomma och familjen hårda fästingar. Inga underarter finns listade i Catalogue of Life.